# 特雷弗·斯圖爾特
特雷弗·斯圖爾特（英語：Trevor Stewart，1997年5月20日—），美國田徑運動員，他代表美國隊參加了日本舉行的2020年夏季奧林匹克運動會，結果獲得男子4×400米接力比賽金牌和混合4×400米接力比賽銅牌。